# The Fourth Judgement
The Fourth Judgement è un album del gruppo heavy metal statunitense Jag Panzer del 1997.

## Tracce
1. Black - 4:53
2. Call Of The Wild - 3:17
3. Despair - 4:21
4. Future Shock - 3:54
5. Recompense - 4:46
6. Ready To Strike - 2:33
7. Tyranny - 3:15
8. Shadow Thief - 5:33
9. Sonet Of Sorrow - 2:21
10. Judgement Day - 6:47

## Formazione
- Harry Conklin - voce
- Mark Briody - chitarra
- Joey Tafolla - chitarra
- John Tetley - basso
- Rikard Stjernquist - batteria